# Coppa delle Coppe 1960-1961
La Coppa delle Coppe 1960-1961, organizzata dal comitato della Coppa Mitropa, fu la prima edizione del torneo dedicato alle squadre vincitrici delle coppe nazionali; questa non vide l'organizzazione diretta della UEFA, e venne riconosciuta ufficialmente dalla confederazione calcistica europea nell'ottobre del 1963 su richiesta di Artemio Franchi, allora presidente della FIGC.

## Formula
La prima volta della Coppa delle Coppe fu, a tutti gli effetti, un'edizione pilota. Come nel caso della Coppa dei Campioni cinque anni prima, la UEFA era restìa a gestire competizioni fra club e, diversamente da quanto accaduto allora, il progetto d'un torneo fra i detentori delle coppe nazionali era ritenuto meno affascinante di quello tra i vincitori dei campionati; quindi non si riuscì subito a forzare la mano all'organismo europeo con la minaccia di un'organizzazione privata, com'era invece accaduto col massimo trofeo continentale. Le federazioni nazionali promotrici della nuova manifestazione non poterono dunque far altro che sfruttare il comitato organizzatore della Coppa Mitropa, che peraltro già collaborava alla Coppa delle Fiere. Rispetto alle future edizioni targate UEFA, questa si caratterizzò per una finale articolata su sfide d'andata e ritorno, sul modello appunto della Coppa delle Fiere, e per un trofeo completamente diverso ed unico rispetto a quello poi introdotto l'annata successiva.
Le squadre che presero parte a questa edizione furono dieci, anche in virtù del fatto che al tempo non tutti i paesi europei organizzavano la coppa nazionale, e che il torneo fu gestito dal comitato della Coppa Mitropa: oltre alle nazioni tradizionalmente partecipanti alla suddetta coppa, aderirono le due Germanie, Est e Ovest, e le due principali federazioni britanniche. Come accaduto nell'edizione inaugurale della Coppa dei Campioni, anche per il primo atto della Coppa delle Coppe il principio ispiratore della manifestazione ebbe diverse deroghe: furono solo sei i club effettivamente detentori della propria coppa nazionale: l'Ungheria e la Cecoslovacchia – dove le coppe neppure esistevano – inviarono rispettivamente la seconda classificata in campionato, riflettendo la natura di seconda competizione continentale anelato dalla Coppa delle Coppe, e la vincitrice della Coppa Spartachiana, una sorta di coppa di lega organizzata privatamente dai club della prima divisione; l'Italia mandò la Fiorentina – poi vincitrice finale dell'edizione contro gli scozzesi dei Rangers –, finalista in Coppa Italia e seconda classificata in Serie A, in entrambi i casi dietro alla Juventus; la massima discrezionalità fu raggiunta nella DDR dove il regime socialista, sempre desideroso di fare bella figura a livello internazionale attraverso lo sport, ritenne il Vorwärts Berlino, ex campione nazionale e secondo classificato nell'ultimo campionato, più forte dei concittadini della Dinamo, detentori della FDGB Pokal.

## Partecipanti
| N° | Squadra                  | Titolo                                                  |
| -- | ------------------------ | ------------------------------------------------------- |
| 1  | Fiorentina               | 2º posto nella Coppa Italia 1959-1960 e in Serie A      |
| 2  | Rangers Glasgow          | Vince la Coppa di Scozia 1959-1960                      |
| 3  | Dinamo Zagabria          | Vince la Coppa di Jugoslavia 1959-1960                  |
| 4  | Wolverhampton Wanderers  | Vince la FA Cup 1959-1960                               |
| 5  | Spartak Brno             | Detentore dell'amichevole Coppa Spartachiana            |
| 6  | Austria Vienna           | Vince la Coppa d'Austria 1959-1960                      |
| 7  | Borussia Mönchengladbach | Vince la DFB-Pokal 1959-1960                            |
| 8  | Lucerna                  | Vince la Coppa Svizzera 1959-1960                       |
| 9  | Vorwärts Berlino         | 2° nel campionato tedesco-orientale, iscritto d'ufficio |
| 10 | Ferencvaros              | 2° nel campionato ungherese 1959-1960                   |

## Risultati

### Turno preliminare
Gli abbinamenti furono decisi d'ufficio dal comitato organizzatore.
| Squadra 1        | Totale | Squadra 2    | Andata | Ritorno |
| ---------------- | ------ | ------------ | ------ | ------- |
| Vorwärts Berlino | 2 - 3  | Spartak Brno | 2 - 1  | 0 - 2   |
| Rangers Glasgow  | 5 - 4  | Ferencvaros  | 4 - 2  | 1 - 2   |

### Quarti di finale
| Squadra 1                | Totale | Squadra 2       | Andata | Ritorno |
| ------------------------ | ------ | --------------- | ------ | ------- |
| Spartak Brno             | 0 - 2  | Dinamo Zagabria | 0 - 0  | 0 - 2   |
| Austria Vienna           | 2 - 5  | Wolverhampton   | 2 - 0  | 0 - 5   |
| Borussia Mönchengladbach | 0 - 11 | Rangers Glasgow | 0 - 3  | 0 - 8   |
| Lucerna                  | 2 - 9  | Fiorentina      | 0 - 3  | 2 - 6   |

### Semifinali
| Squadra 1  | Totale | Squadra 2       | Andata | Ritorno |
| ---------- | ------ | --------------- | ------ | ------- |
| Fiorentina | 4 - 2  | Dinamo Zagabria | 3 - 0  | 1 - 2   |
| Rangers    | 3 - 1  | Wolverhampton   | 2 - 0  | 1 - 1   |

### Finale
| Squadra 1 | Totale | Squadra 2  | Andata | Ritorno |
| --------- | ------ | ---------- | ------ | ------- |
| Rangers   | 1 - 4  | Fiorentina | 0 - 2  | 1 - 2   |

#### Andata
| Manica sinistra · Manica sinistra · Maglietta · Maglietta · Manica destra · Manica destra · Pantaloncini · Calzettoni | Manica sinistra · Maglietta · Maglietta · Manica destra · Pantaloncini · Calzettoni · Calzettoni |

| Mercoledì 17 maggio 1961 |            |                     |                                                                                |
| Rangers Glasgow          | 0 - 2      | Fiorentina          | Stadio Ibrox Park, Glasgow Spettatori: 80.000 Arbitro: Erich Steiner (Austria) |
|                          |            | 12' Milan 88' Milan | Stadio Ibrox Park, Glasgow Spettatori: 80.000 Arbitro: Erich Steiner (Austria) |
|                          |            | Formazioni          | Stadio Ibrox Park, Glasgow Spettatori: 80.000 Arbitro: Erich Steiner (Austria) |
|                          | Ritchie    |                     | Albertosi                                                                      |
|                          | Shearer    |                     | Robotti                                                                        |
|                          | Caldow     |                     | Castelletti                                                                    |
|                          | Davis      |                     | Gonfiantini                                                                    |
|                          | Paterson   |                     | Orzan                                                                          |
|                          | Baxter     |                     | Rimbaldo                                                                       |
|                          | Wilson     |                     | Hamrin                                                                         |
|                          | McMillan   |                     | Micheli                                                                        |
|                          | Scott      |                     | Da Costa                                                                       |
|                          | Brand      |                     | Milan                                                                          |
|                          | Hume       |                     | Petris                                                                         |
|                          |            | Allenatori          |                                                                                |
|                          | Scot Symon |                     | Hidegkuti                                                                      |

#### Ritorno
| Manica sinistra · Maglietta · Maglietta · Manica destra · Pantaloncini · Calzettoni | Manica sinistra · Manica sinistra · Maglietta · Maglietta · Manica destra · Manica destra · Pantaloncini · Calzettoni |

| Sabato 27 maggio 1961 |             |            |                                                                                |
| Fiorentina            | 2 - 1       | Rangers    | Stadio Comunale, Firenze Spettatori: 50.000 Arbitro: Vilmos Hernádi (Ungheria) |
| 12' Milan 86' Hamrin  |             | 60' Scott  | Stadio Comunale, Firenze Spettatori: 50.000 Arbitro: Vilmos Hernádi (Ungheria) |
|                       |             | Formazioni | Stadio Comunale, Firenze Spettatori: 50.000 Arbitro: Vilmos Hernádi (Ungheria) |
|                       | Albertosi   |            | Richie                                                                         |
|                       | Robotti     |            | Shearer                                                                        |
|                       | Castelletti |            | Caldow                                                                         |
|                       | Gonfiantini |            | Davis                                                                          |
|                       | Orzan       |            | Paterson                                                                       |
|                       | Rimbaldo    |            | Baxter                                                                         |
|                       | Hamrin      |            | Wilson                                                                         |
|                       | Micheli     |            | McMillan                                                                       |
|                       | Da Costa    |            | Scott                                                                          |
|                       | Milan       |            | Brand                                                                          |
|                       | Petris      |            | Millar                                                                         |
|                       |             | Allenatori |                                                                                |
|                       | Hidegkuti   |            | Scot Symon                                                                     |

## Classifica marcatori

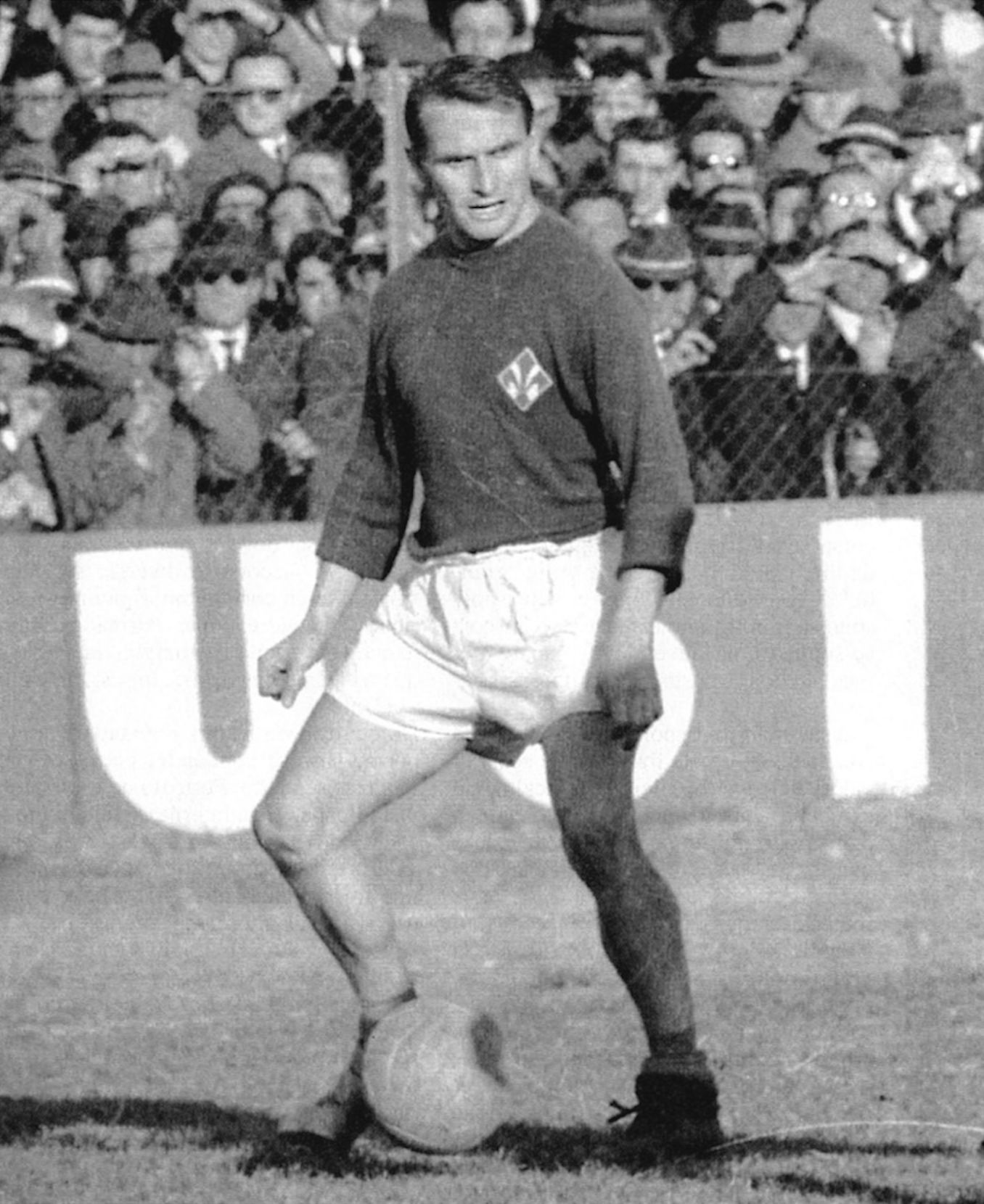
Kurt Hamrin, primo capocannoniere della Coppa delle Coppe

| Gol |  |  | Giocatore           | Squadra       |
| --- |  |  | ------------------- | ------------- |
| 6   |  |  | Kurt Hamrin         | Fiorentina    |
| 5   |  |  | Jimmy Millar        | Rangers       |
|     |  |  | Ralph Brand         | Rangers       |
| 4   |  |  | Benedicto Antoninho | Fiorentina    |
|     |  |  | Luigi Milan         | Fiorentina    |
| 3   |  |  | Peter Broadbent     | Wolverhampton |
| 2   |  |  | Gianfranco Petris   | Fiorentina    |